# زاهرادکی (ناحیه تشسکا لیپا)
زاهرادکی (به چکی: Zahrádky) یک منطقهٔ مسکونی در جمهوری چک است که در ناحیه تشسکا لیپا واقع شده‌است.